# Phare de Beaver Head
Le phare de Beaver Head (en anglais : Beaver Head Light), est un phare inactif du lac Michigan, situé à l'extrémité sud de l'île Beaver dans le Comté de Charlevoix, Michigan. Il marquait le passage entre l'île et le phare de Grays Reef.
Ce phare est inscrit au Registre national des lieux historiques depuis le 29 décembre 1978 sous le no 78001495 et au Michigan State Historic Preservation Office depuis le 5 avril 1974.

## Historique
La tour a été construite en 1858 pour remplacer une tour de 1852. En 1866, la maison du gardien de phare en brique jaune attenante a été construite et une autre construction a été ajouté pour accueillir les gardiens adjoints. En 1915, le bâtiment de signal de brouillard a été construit, ainsi que d'autres dépendances sur le terrain dont un bâtiment à carburant, un garage et un bâtiment de stockage et dépendance.
Un radiophare a été placée en 1962, date à laquelle la station a été déclassée et déclarée excédentaire. Cette même année, la lentille de Fresnel du quatrième ordre d'origine a été retirée et placée dans l'habitation, où elle peut encore être vue.
En 1975, les écoles publiques de Charlevoix ont acheté le site pour 1,00 $. Après un certain vandalisme, le district a fondé en 1978 une école alternative pour les jeunes de 16 à 21 ans. Le district scolaire a exploité un centre d'éducation environnementale et professionnelle dans le logement des gardiens. L'entretien et la restauration de la structure font partie du programme. À partir de 1978, les programmes de travaux d'été ont grandement restauré la station, qui a ensuite été ouverte comme école. En 2003, une subvention a été obtenue pour réparer la maçonnerie extérieure du bâtiment du signal de brume. Une subvention d'État accordée deux ans plus tard a permis la restauration du bâtiment à carburant.
La tour est ouverte au public de 8h00 à 21h00 pendant l'été. La salle des lanternes décagonales offre des vues panoramiques sur le lac.
Identifiant : ARLHS : USA-046.

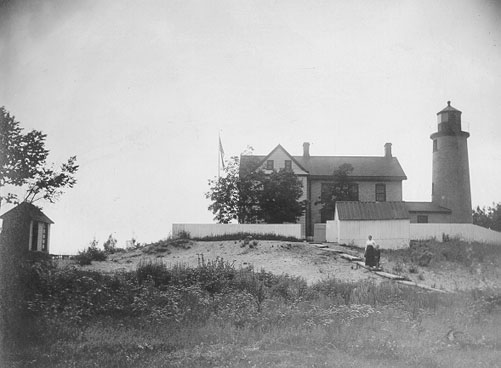
Le phare (photo USCG)
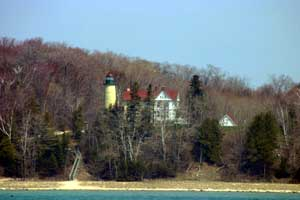
La station

### Lien connexe
- Liste des phares au Michigan